# ジョージ・M・ギルバート
ジョージ・M・ギルバート（英: George Miles Gilbert、生没年不詳）は、明治時代にお雇い外国人として来日したイギリスの電信技師である。

## 経歴・人物
明治2年（1869年）、息子のA・E・ギルバートと共に来日。同年、寺島宗則や神奈川の役人たちと共に東京 - 横浜間の電信線の工事を指導した。また、ギルバートは始点の東京と終点の横浜に日本初の伝信機役所を設置した。同電信線は同年12月25日に完成した。
この電信線が完成した後の翌明治3年（1870年）には同じく大阪 - 神戸間の電信線の工事を指導した。